# 佐久市
佐久市（さくし）は、長野県東信地方、群馬県との県境に位置する市。
佐久市中心部は佐久盆地に位置しており、標高は700ｍ程度となっている。また、市東部の佐久高原は妙義荒船佐久高原国定公園に指定されている。
千曲川流域に岩村田（いわむらだ）、中込（なかごみ）、野沢（のざわ）、臼田（うすだ) といった集落があり、中心街はそれぞれに分散する。古くは中山道と佐久甲州街道との交点があり宿場町として発達し、岩村田藩ならびに田野口藩の陣屋町としての側面もあった。　

## 概要
長野市、松本市、上田市に次ぐ長野県内第4位の都市であり、東信地方第2の都市、また佐久地域の中心都市である。
（旧）佐久市は上信越自動車道や北陸新幹線の開通以来、佐久平駅前のイオンモール佐久平、スーパーモール佐久平内のベイシアやカインズホームなどの大型店舗が次々と林立し大きく発展、上田市と並ぶ東信地方の中心都市としての地位を確立しつつある。2005年4月には合併により長野県5番目の10万人都市として（新）佐久市が発足した。新幹線開通による急成長は他の整備新幹線計画等において参考とされることがある。
旧臼田町は、政府の助成の乏しい昭和中期より農村における高度医療活動を展開した佐久総合病院の本院を擁し、南佐久郡の町村では人口が最も多かった。また、町域西部の山間部に臼田宇宙空間観測所が設置された後は「星の町」を町おこしのスローガンとし、合併発足後の佐久市も宇宙航空研究開発機構 宇宙科学研究本部（旧文部省宇宙科学研究所）の施設を持つ市町村連合である銀河連邦に所属している。近在の南牧村の野辺山電波天文台と共に、内之浦宇宙空間観測所や種子島宇宙センターなどと並ぶ天文ファンやロケットファンの聖地の一つでもある。
コイの養殖（通常の専用の養殖池での養殖のほか、水田での養殖が行われているのが特徴。「水田養鯉」（すいでんようり）または「稲田養鯉」（とうでん-）と呼ばれ、刈り入れ時に水揚げされ食卓に並ぶ『秋の風物詩』となっている）で知られる。日本で海から一番遠い地点が存在する。
なお長野県外では「佐久」は頭高型アクセントで「さく」（「裂く」と同じ発音）と発音されることがあるが、地元では公的な場面を含めて尾高型アクセントで「さく」（「咲く」「柵」と同じ発音）と発音されており、佐久市民をはじめとした佐久地域の住民の多くが「さく」を誤った発音であると認識している。

## 地理
日本で海から一番遠い地点がある（旧臼田町）（北緯36度10分25秒 東経138度35分1秒 / 北緯36.17361度 東経138.58361度）。田口峠を越えた利根川流域の一部の集落も佐久市である（旧臼田町）。
佐久穂町域に当市の飛び地（旧臼田町の平林地区）がある。これは1959年（昭和34年）、佐久穂町の前身である旧佐久町が旧臼田町の一部を編入した際、住民投票で地区ごとに賛否を決めたため、賛成票が規定を上回らなかった地区が旧臼田町に残った結果である。

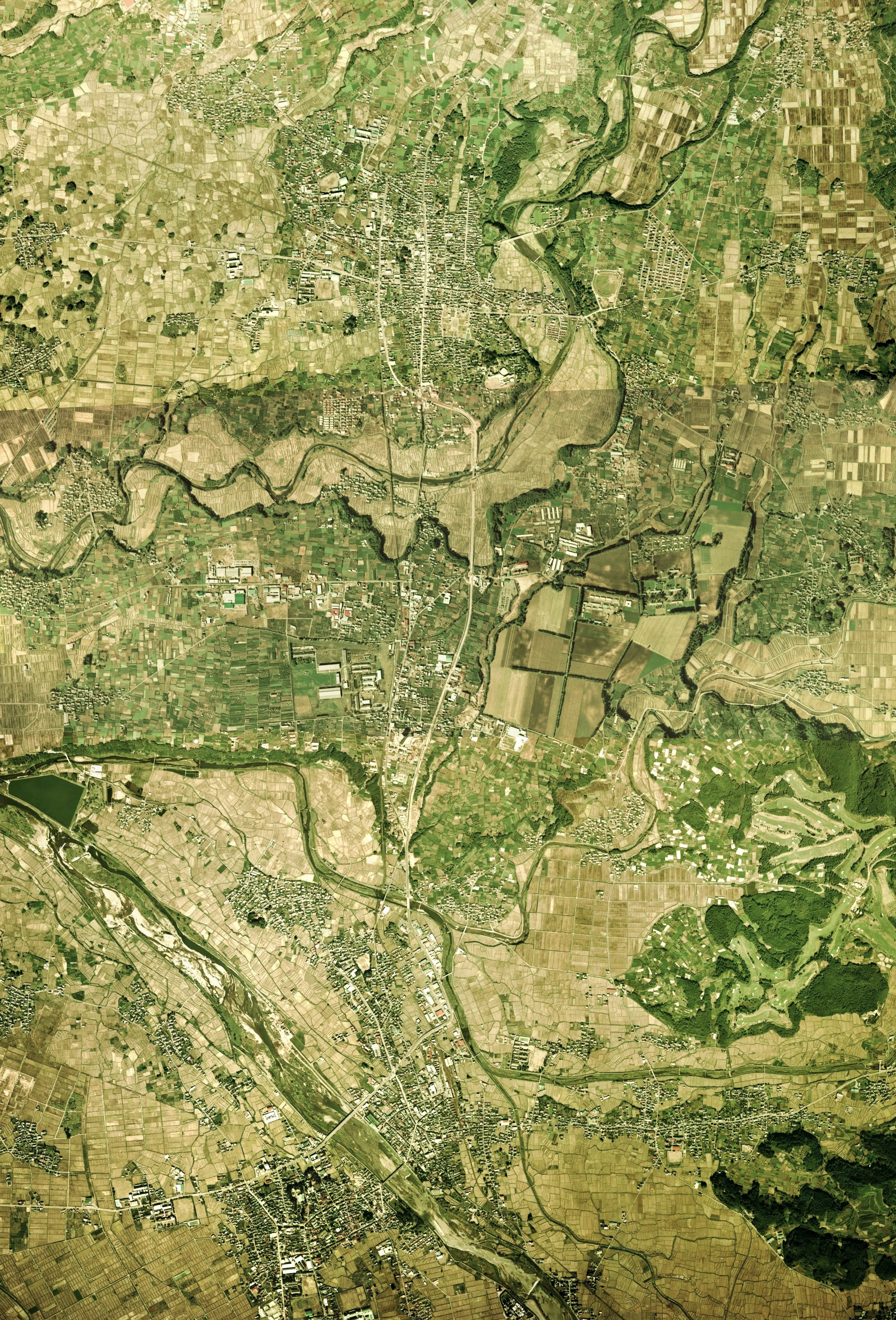
佐久市中心部周辺の空中写真。
画像上部が岩村田地区。画像下部が中込地区。1975年撮影の9枚を合成作成。。

森林セラピー基地に認定されている。

### 隣接する自治体
- 長野県

小諸市、茅野市、東御市
南佐久郡 : 佐久穂町
北佐久郡 : 軽井沢町、御代田町、立科町
- 群馬県

甘楽郡 : 下仁田町、南牧村

## 気候
寒暖の差が大きく気温の年較差、日較差が大きい顕著な大陸性気候である。猛暑日日数最多は2018年で14日だが、熱帯夜は一度も記録されたことがない。
| 佐久（1991年 - 2020年）の気候 | 佐久（1991年 - 2020年）の気候 | 佐久（1991年 - 2020年）の気候 | 佐久（1991年 - 2020年）の気候 | 佐久（1991年 - 2020年）の気候 | 佐久（1991年 - 2020年）の気候 | 佐久（1991年 - 2020年）の気候 | 佐久（1991年 - 2020年）の気候 | 佐久（1991年 - 2020年）の気候 | 佐久（1991年 - 2020年）の気候 | 佐久（1991年 - 2020年）の気候 | 佐久（1991年 - 2020年）の気候 | 佐久（1991年 - 2020年）の気候 | 佐久（1991年 - 2020年）の気候 |
| 月                            | 1月                           | 2月                           | 3月                           | 4月                           | 5月                           | 6月                           | 7月                           | 8月                           | 9月                           | 10月                          | 11月                          | 12月                          | 年                            |
| ----------------------------- | ----------------------------- | ----------------------------- | ----------------------------- | ----------------------------- | ----------------------------- | ----------------------------- | ----------------------------- | ----------------------------- | ----------------------------- | ----------------------------- | ----------------------------- | ----------------------------- | ----------------------------- |
| 最高気温記録 °C （°F）        | 17.4 (63.3)                   | 21.6 (70.9)                   | 25.6 (78.1)                   | 30.4 (86.7)                   | 33.0 (91.4)                   | 37.1 (98.8)                   | 37.5 (99.5)                   | 36.7 (98.1)                   | 36.1 (97)                     | 30.6 (87.1)                   | 26.3 (79.3)                   | 22.7 (72.9)                   | 37.5 (99.5)                   |
| 平均最高気温 °C （°F）        | 4.4 (39.9)                    | 5.7 (42.3)                    | 10.2 (50.4)                   | 16.8 (62.2)                   | 22.2 (72)                     | 25.1 (77.2)                   | 29.1 (84.4)                   | 30.1 (86.2)                   | 25.1 (77.2)                   | 18.9 (66)                     | 13.4 (56.1)                   | 7.4 (45.3)                    | 17.4 (63.3)                   |
| 日平均気温 °C （°F）          | −1.6 (29.1)                   | −0.6 (30.9)                   | 3.4 (38.1)                    | 9.5 (49.1)                    | 15.1 (59.2)                   | 19.0 (66.2)                   | 22.9 (73.2)                   | 23.7 (74.7)                   | 19.3 (66.7)                   | 12.8 (55)                     | 6.5 (43.7)                    | 1.1 (34)                      | 10.9 (51.6)                   |
| 平均最低気温 °C （°F）        | −7.2 (19)                     | −6.4 (20.5)                   | −2.7 (27.1)                   | 2.7 (36.9)                    | 8.7 (47.7)                    | 14.2 (57.6)                   | 18.5 (65.3)                   | 19.1 (66.4)                   | 14.9 (58.8)                   | 8.0 (46.4)                    | 0.8 (33.4)                    | −4.4 (24.1)                   | 5.5 (41.9)                    |
| 最低気温記録 °C （°F）        | −16.9 (1.6)                   | −18.3 (−0.9)                  | −13.4 (7.9)                   | −9.1 (15.6)                   | −1.4 (29.5)                   | 3.7 (38.7)                    | 8.8 (47.8)                    | 10.5 (50.9)                   | 3.4 (38.1)                    | −3.3 (26.1)                   | −8.1 (17.4)                   | −14.4 (6.1)                   | −18.3 (−0.9)                  |
| 降水量 mm （inch）            | 25.6 (1.008)                  | 28.5 (1.122)                  | 52.4 (2.063)                  | 58.9 (2.319)                  | 84.7 (3.335)                  | 119.1 (4.689)                 | 143.3 (5.642)                 | 106.4 (4.189)                 | 153.6 (6.047)                 | 129.3 (5.091)                 | 40.8 (1.606)                  | 21.5 (0.846)                  | 964.0 (37.953)                |
| 平均月間日照時間              | 188.7                         | 178.3                         | 194.7                         | 202.6                         | 213.7                         | 159.2                         | 168.3                         | 197.0                         | 144.0                         | 148.2                         | 169.3                         | 182.8                         | 2,146.9                       |
| 出典：気象庁                  |                               |                               |                               |                               |                               |                               |                               |                               |                               |                               |                               |                               |                               |

## 人口
- DID人口比は19.3%（2015年国勢調査）。

| |                                        |  |
| 佐久市と全国の年齢別人口分布（2005年） | 佐久市の年齢・男女別人口分布（2005年） |  |
| ■紫色 ― 佐久市 ■緑色 ― 日本全国 | ■青色 ― 男性 ■赤色 ― 女性              |  |
| 佐久市（に相当する地域）の人口の推移 \| 1970年（昭和45年） \| 89,029人 \| \| \| 1975年（昭和50年） \| 89,981人 \| \| \| 1980年（昭和55年） \| 91,285人 \| \| \| 1985年（昭和60年） \| 93,895人 \| \| \| 1990年（平成2年） \| 95,625人 \| \| \| 1995年（平成7年） \| 97,813人 \| \| \| 2000年（平成12年） \| 100,016人 \| \| \| 2005年（平成17年） \| 100,462人 \| \| \| 2010年（平成22年） \| 100,552人 \| \| \| 2015年（平成27年） \| 99,368人 \| \| \| 2020年（令和2年） \| 98,199人 \| \| |                                        |  |
| 総務省統計局 国勢調査より |                                        |  |
| 1970年（昭和45年） | 89,029人                               |  |
| 1975年（昭和50年） | 89,981人                               |  |
| 1980年（昭和55年） | 91,285人                               |  |
| 1985年（昭和60年） | 93,895人                               |  |
| 1990年（平成2年） | 95,625人                               |  |
| 1995年（平成7年） | 97,813人                               |  |
| 2000年（平成12年） | 100,016人                              |  |
| 2005年（平成17年） | 100,462人                              |  |
| 2010年（平成22年） | 100,552人                              |  |
| 2015年（平成27年） | 99,368人                               |  |
| 2020年（令和2年） | 98,199人                               |  |

内訳は岩村田地区18,850人、小田井地区1,413人、平根地区2,429人、中佐都地区4,908人、高瀬地区3,172人、野沢地区9,312人、桜井地区1,044人、岸野地区3,272人、前山地区2,675人、大沢地区1,335人、中込地区7,665人、平賀地区6,141人、内山地区1,627人、三井地区5,607人、志賀地区1,421人、臼田地区5,106人、切原地区2,351人、田口地区4,774人、青沼地区1,467人、中津地区2,341人、甲地区1,573人、南御牧地区2,057人、本牧地区2,593人、布施地区1,355人、春日地区2,096人、協和地区2,784人（平成27年10月1日現在）。

## 歴史
- 1961年（昭和36年）4月1日 - 北佐久郡浅間町・東村・南佐久郡野沢町・中込町が合併して（旧）佐久市が発足。
- 1981年（昭和56年）7月5日 - 市民歌「佐久・わが市（まち）」を制定。
- 2005年（平成17年）4月1日 - （旧）佐久市と北佐久郡望月町・浅科村・南佐久郡臼田町の新設合併により（現）佐久市が発足[6]。市民歌は合併協議会での検討結果を受け「佐久・わが市」を継続使用することになった。
- 2010年（平成22年）4月1日 - 市民憲章制定[7][注釈 1]。

## 行政

### 市長
（旧）佐久市
- 初代　依田勇雄（1961年4月27日〜1977年4月26日 4期）
- 2代目　神津武士（1977年4月27日〜1989年4月26日 3期）
- 3代目　三浦大助（1989年4月27日〜2005年3月31日 4期）

（現）佐久市
- 職務執行者　佐藤治郎（2005年4月1日〜2005年4月23日）
- 初代　三浦大助（2005年4月24日〜2009年4月23日 1期）
- 2代目　栁田清二（2009年4月24日〜 現在4期目）

### 市役所
- 佐久市役所（佐久市中込3056）
- 佐久市望月支所（佐久市望月263）
- 佐久市浅科支所（佐久市甲1359-3）
- 佐久市臼田支所（佐久市臼田89番地3）

出典:

### 警察
本部
長野県警察
管轄
佐久警察署（佐久市岩村田1156-2）
交番・駐在所
- 佐久平駅前交番（佐久市佐久平駅南1-2）
- 中央交番（佐久市中込2948-7）
- 南部交番（佐久市原字大塚569-2）
- 望月警部交番（佐久市協和131-1）
- 臼田警部交番（佐久市臼田2010）
- 浅科警察官駐在所（佐久市甲1949-5）

出典:

### 消防
本部
佐久広域連合消防本部（佐久市中込2947）
消防署
- 佐久消防署（佐久市中込2947）
- 北部消防署（佐久市北川399-9）
- 川西消防署（佐久市協和132-2）

## 議会

### 長野県議会
2023年長野県議会議員選挙
- 選挙区：佐久市・北佐久郡選挙区
- 定数：4人
- 投票日：2023年4月9日
- 当日有権者数：117,053人
- 投票率：44.40％

| 候補者名 | 当落 | 年齢 | 所属党派   | 新旧別 | 得票数   |
| -------- | ---- | ---- | ---------- | ------ | -------- |
| 花岡賢一 | 当   | 43   | 無所属     | 現     | 11,164票 |
| 大井岳夫 | 当   | 46   | 自由民主党 | 現     | 10,744票 |
| 小山仁志 | 当   | 47   | 無所属     | 現     | 10,253票 |
| 藤岡義英 | 当   | 51   | 日本共産党 | 元     | 9,996票  |
| 竹花美幸 | 落   | 57   | 自由民主党 | 現     | 9,140票  |

2019年長野県議会議員選挙
- 選挙区：佐久市・北佐久郡選挙区
- 定数：4人
- 投票日：2019年4月7日
- 当日有権者数：116,508人[12]
- 投票率：50.96％

| 候補者名 | 当落 | 年齢 | 所属党派   | 新旧別 | 得票数   |
| -------- | ---- | ---- | ---------- | ------ | -------- |
| 大井岳夫 | 当   | 42   | 自由民主党 | 新     | 12,693票 |
| 花岡賢一 | 当   | 39   | 無所属     | 現     | 11,285票 |
| 小山仁志 | 当   | 43   | 無所属     | 現     | 11,264票 |
| 竹花美幸 | 当   | 53   | 無所属     | 新     | 8,716票  |
| 藤岡義英 | 落   | 47   | 日本共産党 | 現     | 8,603票  |
| 市川将明 | 落   | 38   | 無所属     | 新     | 6,093票  |

### 衆議院
- 選挙区：長野3区（上田市、小諸市、佐久市、千曲市、東御市、南佐久郡、北佐久郡、小県郡、埴科郡）
- 任期：2021年10月31日 - 2025年10月30日
- 投票日：2021年10月31日
- 当日有権者数：399,168人
- 投票率：59.32％

| 当落 | 候補者名 | 年齢 | 所属党派                            | 新旧別 | 得票数    | 重複 |
| ---- | -------- | ---- | ----------------------------------- | ------ | --------- | ---- |
| 当   | 井出庸生 | 43   | 自由民主党                          | 前     | 120,023票 | ○    |
| 比当 | 神津健   | 44   | 立憲民主党                          | 新     | 109,179票 | ○    |
|      | 池高生   | 53   | NHKと裁判してる党弁護士法72条違反で | 新     | 3,722票   | ○    |

## 姉妹都市・友好都市

### 国内
2018年7月現在、佐久市には日本国内において「銀河連邦共和国」に連なる自治体と友好都市関係を持ち、そのほか3つの「友好都市」、3つの「ゆかりのまち」、3つの「交流都市」と提携している（掲載順・表記は佐久市のウェブサイトによる）。
銀河連邦共和国（友好都市）
文部科学省宇宙科学研究所の研究・観測施設のある自治体で結成したミニ独立国。
- 臼田宇宙空間観測所が所在する佐久市は、「サク共和国」として加盟している。
  - 1987年11月8日 - 「ウスダ共和国」（南佐久郡臼田町）を含む5市町で「建国」。
  - 2005年 - 合併に伴い、佐久市が「サク共和国」として交流を継承。

2018年7月現在、連邦加盟自治体は5市2町。
- サンリクオオフナト共和国（岩手県大船渡市）
- ノシロ共和国（秋田県能代市）
- サガミハラ共和国（神奈川県相模原市）
- ウチノウラキモツキ共和国（鹿児島県肝属郡肝付町）
- タイキ共和国（北海道広尾郡大樹町）2010年4月1日加盟
- カクダ共和国（宮城県角田市）2016年4月1日加盟

子ども留学交流や、物産販売等の経済交流のほか、災害時応援協定も締結している。
友好都市
- 神津島村（東京都）[15]
  - 1994年3月24日 - 佐久市と友好都市提携調印[15]

佐久市に多い「神津」姓を縁とする交流。1977年より交流が始まり、1979年には神津島に「佐久市神津島村友好乃碑」が建てられた。双方の行事への参加などを通して交流が続けられ、上信越自動車道佐久インターチェンジの開通と神津島空港の開港を節目として、1994年に友好都市提携調印。
- 静岡市（静岡県）[17]
  - 1989年10月12日 - 佐久市と清水市が友好都市提携調印[17]。
  - 2003年4月1日 - 清水市との提携関係を静岡市が承継[17]。

1969年、佐久市の公民館移動青年学級が清水市で行われたのを契機に、双方の交流が深まる。交流開始20年の節目に友好都市提携を締結。なお、清水（静岡）と佐久は中部横断自動車道の起終点でもある。
- 由利本荘市（秋田県）[18]
  - 1988年7月11日 - 佐久市と矢島町が友好都市提携調印[18]。
  - 2005年3月22日 - 矢島町との提携関係を由利本荘市が承継[18]。

1978年、佐久市の郷土史家が、佐久の豪族である根々井氏・大井氏の資料を調査するために矢島町を訪問したのが縁（由利十二頭も参照）。
ゆかりのまち
- 函館市（北海道）[19]
  - 1998年10月16日 - 臼田町と函館市が「五稜郭ゆかりのまち」提携調印[19]。

五芒星形の稜堡式城郭（五稜郭）である、龍岡城五稜郭と函館五稜郭の縁。
- 甲賀市（滋賀県）[20]
  - 1990年12月6日 - 望月町と甲南町が「友好親善都市盟約」提携調印[20]。
  - 2004年10月1日 - 甲南町との提携関係を甲賀市が承継[20]。

望月の望月三郎兼家が旧甲南町に移り住み、末裔から甲賀忍者を輩出したとされることから（望月氏参照）。
- 岡崎市（愛知県）[21]
  - 1983年7月1日 -  臼田町と岡崎市が「ゆかりのまち」提携調印[21]。

幕末の龍岡藩主（もと奥殿藩主）松平乗謨の縁。奥殿藩はもともと岡崎市の奥殿陣屋に藩庁を置いていたが、乗謨は龍岡城を築いて藩庁を移転した。
交流都市
- 佐賀市（佐賀県）[22]
  - 1998年5月20日 - 臼田町と川副町が「博愛の縁」合意[22]。
  - 2007年10月1日 - 川副町との交流関係を佐賀市が承継[22]。

松平乗謨（大給恒、もと龍岡藩主）と佐野常民（川副町出身）が、1877年に博愛社（日本赤十字社の前身）を組織した縁。
- 宮前区（神奈川県川崎市）[23]
  - 2000年3月27日 - 交流都市提携調印[23]。

両市区の子どもたちによる交流が縁
- 和光市（埼玉県）[24]

1993年よりスポーツ交流を開始。1995年には災害時応援協定を締結。

### 国外
2019年7月現在、佐久市には日本国外に2つの「姉妹都市」、1つの「友好都市」がある（表記は佐久市のウェブサイトによる）。
姉妹都市
- アバロン市（フランス共和国ブルゴーニュ地域圏ヨンヌ県）[26]
  - 1976年7月14日 - 姉妹都市提携[26][27]。

1973年、ヨーロッパ禅大会に出席する貞祥寺住職に、佐久市長がフランスでの提携先紹介を依頼。フランスで禅の布教にあたっていた弟子丸泰仙（ヨーロッパ禅協会会長）から自然環境などがよく似ているアバロン市が紹介され、交流が始まる。
- サク市（エストニア共和国）[28]
  - 2007年5月1日 - 友好都市協定締結[29][30]。
  - 2019年5月1日 - 姉妹都市協定締結[31][32]。

同名の縁による。1998年、当時の駐日エストニア大使館一等書記官が上信越自動車道を通行中に佐久の標識を見つけたことが契機という。2005年にはスペシャルオリンピックス長野大会でエストニア選手団を佐久市民がホームステイで受け入れ。友好都市協定締結後は、相互の子供のホームステイ体験などを通じて交流を重ね、友好協力関係を一層強化するために姉妹都市協定を締結した。
友好都市
- スフバートル区（モンゴル国ウランバートル市）[33]
  - 2008年8月13日 - 友好都市協定締結[33]。

2006年の「モンゴル国建国800年記念」に際し、日本・モンゴル友好年実行委員会からの要請を受けて、佐久市の熱気球とパイロットを派遣したことが縁で交流が始まる。

## 産業

### 佐久市に本社機能を置く主な企業
- 樫山工業
- 双信電機
- 千曲バス
- 相馬商事
- バイタル（自動水栓）
- シナノ
- パスカル
- エフビー介護サービス
- 酒造会社 - 千曲錦酒造、戸塚酒造、古屋酒造店、武重本家酒造、大澤酒造、土屋酒造店、芙蓉酒造、伴野酒造、木内醸造、橘倉酒造、佐久の花酒造[34]

### 佐久市に主力工場を置く主な企業
- シチズンマシナリー
- TDK
- 株式会社 明治
- 高見沢サイバネティックス
- サクマ製菓
- ヤッホーブルーイング
- 軽井沢ブルワリー
- アルソア本社
- 六甲バター
- サンテックパワージャパン(旧：MSK)
- シチズン時計マニュファクチャリング株式会社 ミヨタ佐久工場

### 農業

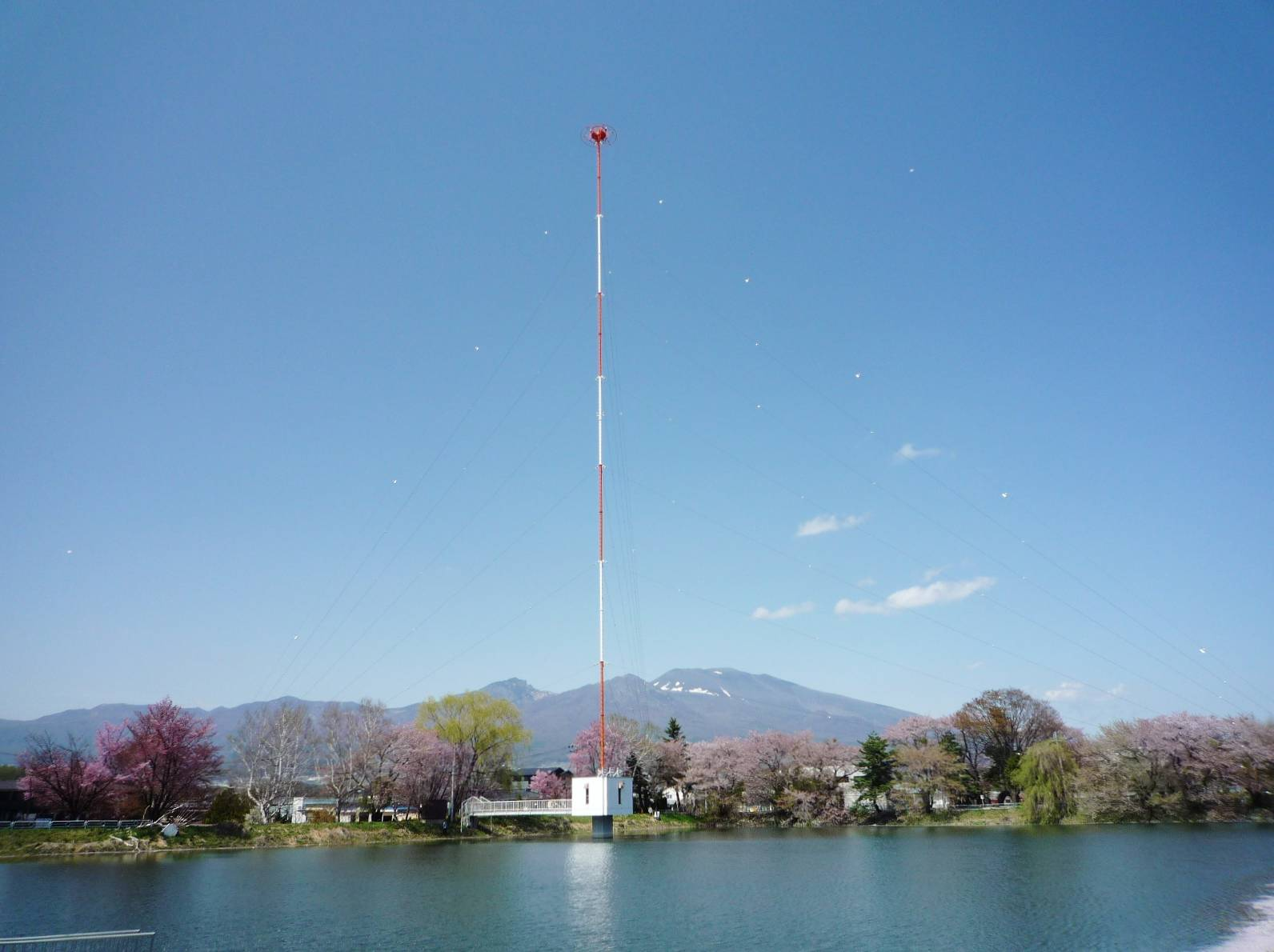
温水ため池・仙禄湖

#### 水稲
- うるち米
  - 五郎兵衛米、さくさく米、切原米、神ノ尾米、ふな米
- 餅米・酒米
  - もちひかり、ひとごこち

#### 果樹・野菜栽培
- ズッキーニ、りんご、桃、プルーン、白菜、キャベツ

#### 花き
- 菊、カーネーション

#### 畜産・水産
- 蓼科牛、馬、山羊、養蜂、佐久鯉、シナノユキマス、信州サーモン、鮎
  -  ウィキニュースに関連記事があります。長野県佐久市で「望月駒の里草競馬大会」が行われる【2012年11月4日】
  -  ウィキニュースに関連記事があります。「望月駒の里草競馬大会」が2015年で27回目を数え開催【2015年11月28日】

#### その他関連施設
- 佐久クラインガルテン望月
- 独立行政法人家畜改良センター茨城牧場長野支場

### 電力

#### 商用電源
- 周波数は、県道93号の田口峠以東が、隣接する南牧村と同じ50ヘルツ（東京電力による供給）である他は、60ヘルツである[35]。
- 本市を担当する中部電力パワーグリッドの営業所は佐久営業所である[36]。

#### 発電
- 水力発電 - 平根発電所（市営、550キロワット）[37][注釈 4]、臼田発電所（中部電力、2,700キロワット）[37]
- 太陽光発電（メガソーラー） - 佐久市メガソーラー発電所（LLP佐久咲くひまわり、1,990キロワット）[39]、ソーラーファーム佐久（シーテック・中川電気工業、1,000キロワット）[40]

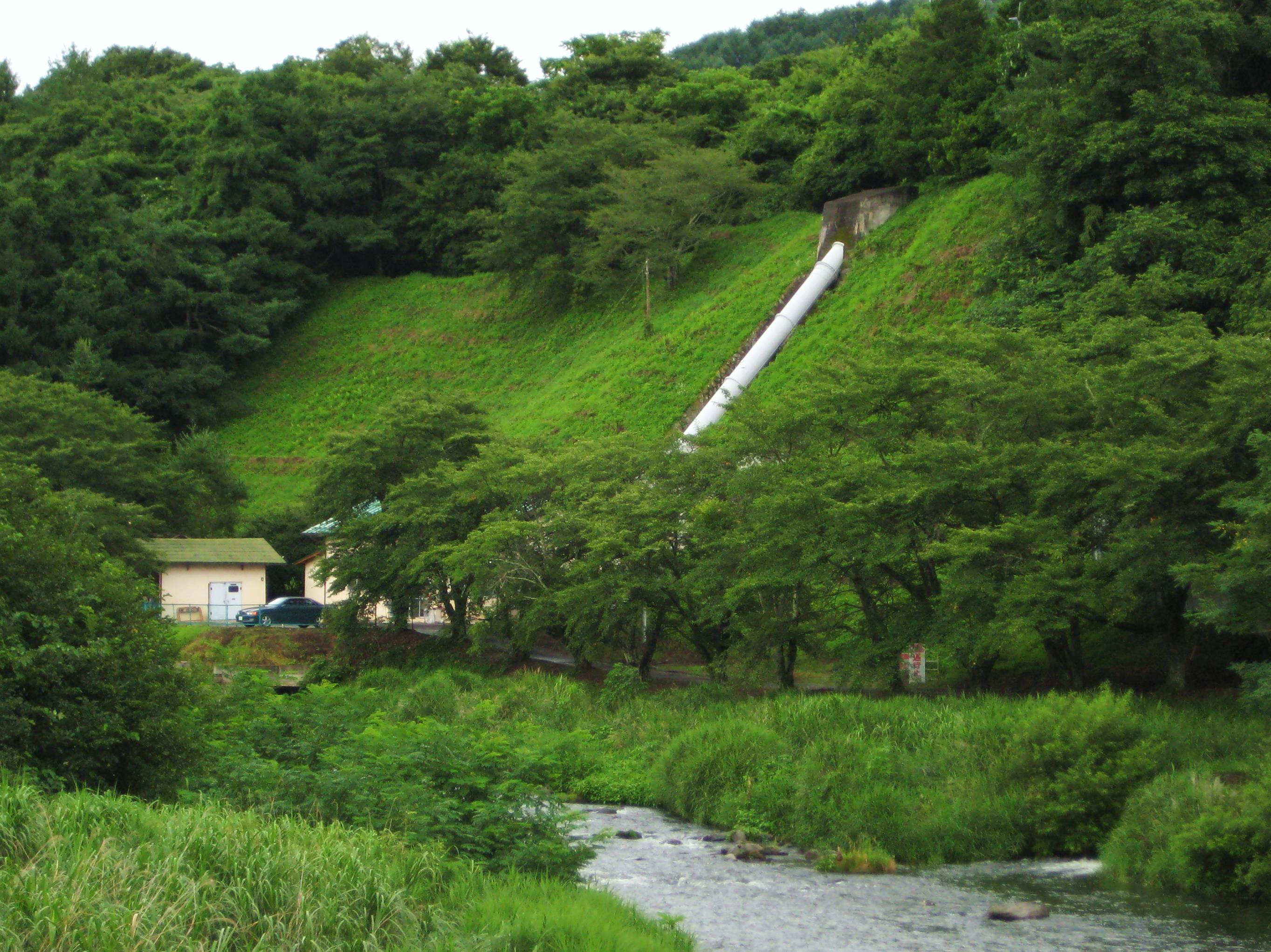
平根発電所
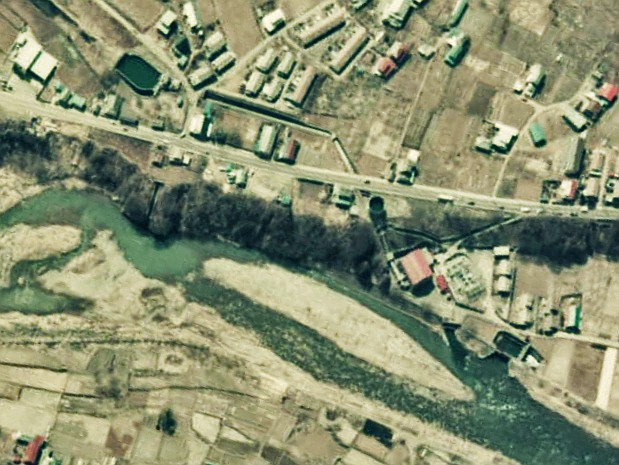
臼田発電所
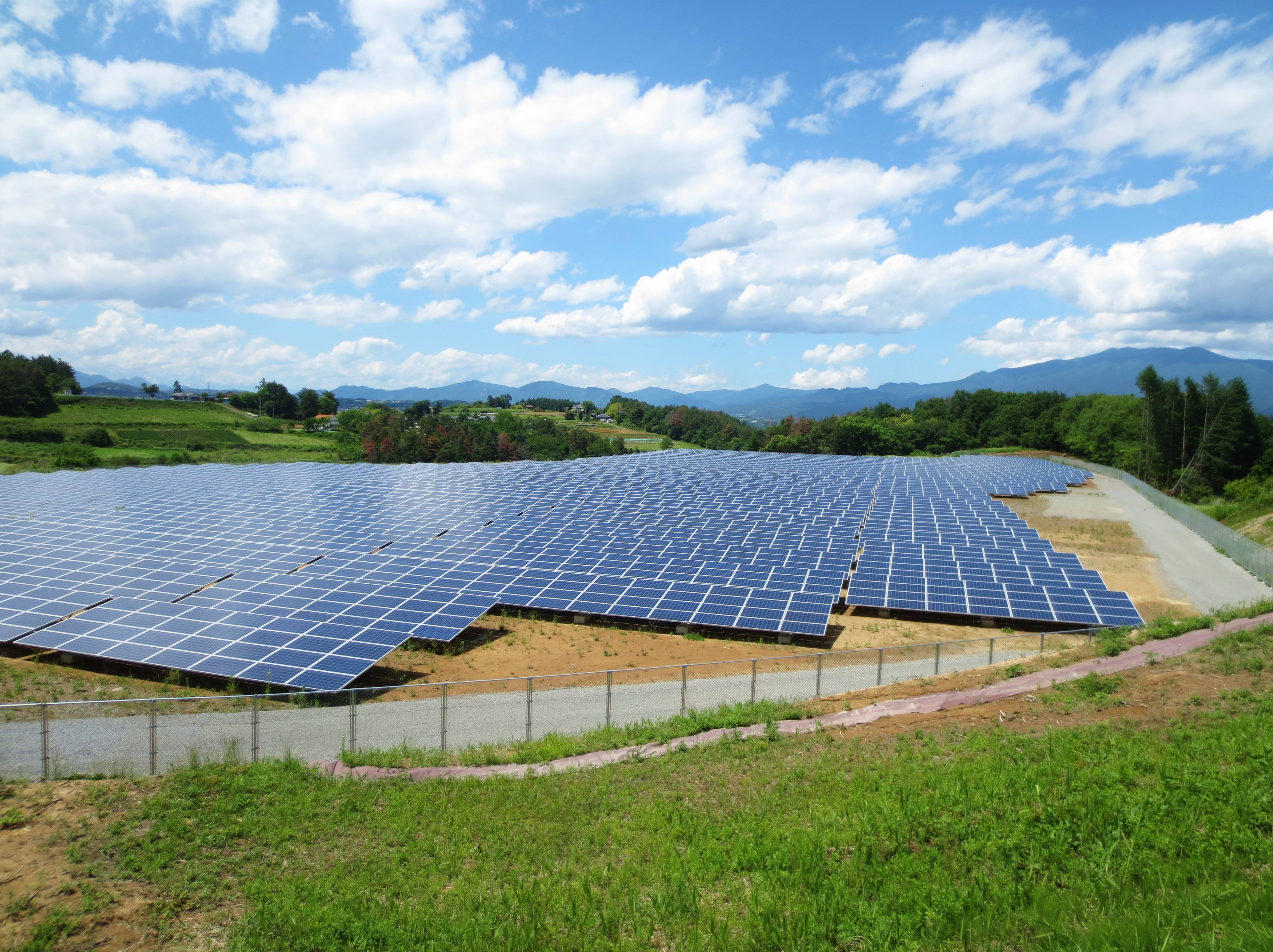
佐久市メガソーラー発電所

## 教育
| - 佐久大学 | - 佐久大学信州短期大学部 |

### 高等学校
- 長野県野沢北高等学校
- 長野県野沢南高等学校
- 長野県岩村田高等学校
- 長野県長野西高等学校望月サテライト校（旧長野県望月高等学校）
- 長野県佐久平総合技術高等学校
（2015年4月1日開校　長野県北佐久農業高等学校・長野県臼田高等学校・長野県岩村田高等学校工業科の3校を統合）
- 佐久長聖高等学校
- 地球環境高等学校

### 中学校
- 佐久市立浅間中学校
- 佐久市立野沢中学校
- 佐久市立中込中学校
- 佐久市立東中学校
- 佐久市立臼田中学校
- 佐久市立浅科中学校
- 佐久市立望月中学校
- 佐久長聖中学校

### 小学校
- 佐久市立岩村田小学校
- 佐久市立平根小学校
- 佐久市立中佐都小学校
- 佐久市立高瀬小学校
- 佐久市立野沢小学校
- 佐久市立泉小学校
- 佐久市立岸野小学校
- 佐久市立中込小学校
- 佐久市立佐久平浅間小学校
（2015年〈平成27年〉4月に岩村田小学校から独立して開校[42]。）
- 佐久市立佐久城山小学校
- 佐久市立東小学校
- 佐久市立臼田小学校（2023年〈令和5年〉4月に田口・青沼・切原各小学校を統合して開校[43]。）
- 佐久市立浅科小学校
- 佐久市立望月小学校

- サミットアカデミーエレメンタリースクール佐久
- さやか星小学校

| - 佐久市立図書館 | - 長野県佐久技術専門校 |

## 交通

### 鉄道

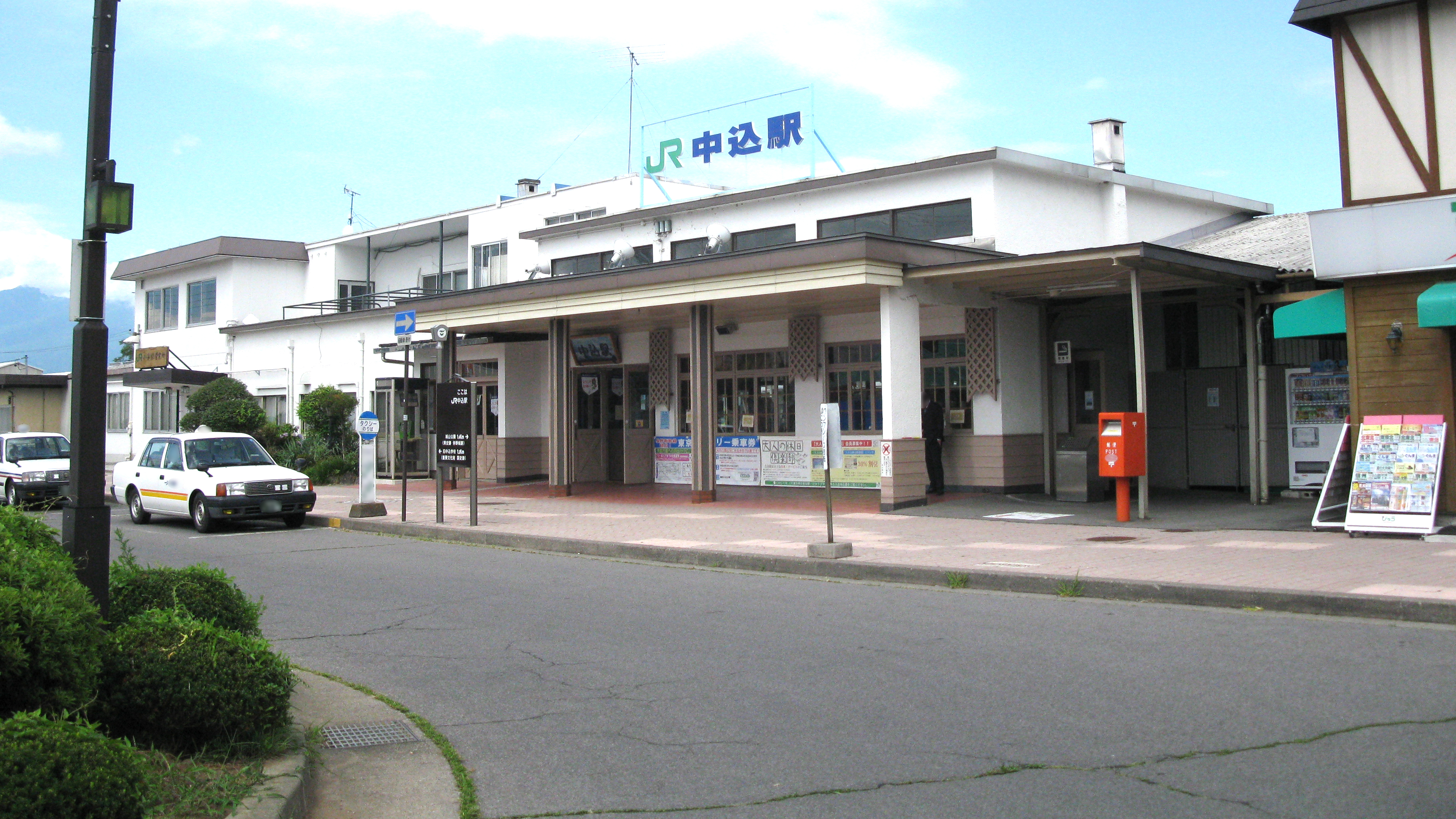
中込駅

東日本旅客鉄道（JR東日本）
 北陸新幹線
- - 佐久平駅 -

■小海線
- - 青沼駅 - 臼田駅 - 龍岡城駅 - 太田部駅 - 中込駅 - 滑津駅 - 北中込駅 - 岩村田駅 - 佐久平駅 - 中佐都駅 -

- 中心となる駅：中込駅

このほかにしなの鉄道線が市内を通過するが、同線の駅は設置されていない。

### 路線バス

#### 一般路線
- JRバス関東
- 千曲バス・東信観光バス
  - 中核となるバス停：野沢バスセンター、岩村田、佐久平駅
  - 旧望月町内の望月バスターミナルには千曲バスの山手線と中仙道線および東信観光バスの春日線と布施線、しげのマツバタクシーの久保通線が発着。

#### コミュニティバス
- 佐久市循環バス - 千曲バスに運行委託。2021年9月30日をもって廃止。

#### デマンドワゴン
- 循環バスの廃止をカバーする乗り合い公共交通として「デマンド交通さくっと」を2021年10月-2023年3月実証運行
- 2023年4月 名称をデマンドワゴンさくっとに変更し、本格運行開始
- 運行日　平日（月曜から金曜まで）
- 利用方法　会員登録をしたうえで、予約センターに予約（乗車の1週間前から60分前まで）
- 運賃　大人200円、小学生100円、小学生未満無料（75歳以上、運転免許証返納者、障害者手帳保有者等は半額）。エリアをまたがる場合は乗換え（再度料金が必要）
- 乗降場所　停留所（小学生未満、75歳以上、運転免許証返納者、障害者手帳保有者等は自宅前等で乗降可）

#### 高速バス
- 東京方面
  - バスタ新宿・練馬駅 - 佐久平駅・小諸駅・高峰温泉（ジェイアールバス関東）
  - バスタ新宿・池袋駅東口・下落合駅・練馬駅・川越的場 - 佐久平駅・小諸駅・東御市役所（千曲バス、西武観光バス）
- 京都・大阪方面
  - あべの橋駅・大阪駅・京都駅 - 佐久平駅・軽井沢駅（千曲バス、近鉄バス「千曲川ライナー」）
  - 小諸駅・佐久平駅・長野駅 - 京都駅・大阪駅（ジェイアールバス関東「青春ドリーム信州号」）

### 道路
高速道路
東日本高速道路（NEXCO東日本）
E18 上信越自動車道
- - 佐久平PA/SIC - 佐久IC -

E52 中部横断自動車道
- - 佐久臼田IC - 佐久南IC - 佐久中佐都IC - 佐久北IC -

一般国道
- 国道141号
- 国道142号
- 国道254号（コスモス街道）

主な県道
- 県道2号川上佐久線
- 県道9号佐久軽井沢線
- 県道44号下仁田浅科線
- 県道78号佐久小諸線
- 県道93号下仁田臼田線
- 県道154号塩名田佐久線

林道
- 林道妙義荒船線

道の駅
- ほっとぱ〜く・浅科
- 道の駅ヘルシーテラス佐久南（中部横断自動車道佐久南IC隣接）

## 医療機関
- 佐久総合病院
- 佐久総合病院佐久医療センター
- 佐久市立国保浅間総合病院
- 川西赤十字病院

## 通信

### 郵便
日本郵便の以下の郵便拠点がある。
集配郵便局
- 佐久郵便局
- 望月郵便局

無集配郵便局
- 臼田郵便局
- 切原郵便局
- 田口郵便局
- 浅科郵便局
- 南御牧郵便局

- 春日郵便局
- 志賀郵便局
- 岩村田郵便局
- 岩村田本町郵便局

- 中佐都郵便局
- 内山郵便局
- 平賀郵便局
- 野沢南郵便局

- 佐久市役所内郵便局
- 中込郵便局
- 野沢郵便局
- 岸野郵便局

簡易郵便局
- 臼田荒町簡易郵便局
- 常和簡易郵便局
- 臼田駅前簡易郵便局
- 佐久三条簡易郵便局

- 上原簡易郵便局
- 入布施簡易郵便局
- 平根簡易郵便局
- 三井簡易郵便局

- 根根井簡易郵便局
- 高瀬簡易郵便局
- 長土呂簡易郵便局

- 大沢簡易郵便局
- 前山簡易郵便局
- 桜井簡易郵便局

### 電話
- 市外局番は、市内全域で0267（佐久MA）が使用される。

## 観光・文化・祭事・施設・スポーツ

### 文化財
- 安養寺
- 龍雲寺（県指定史跡・岩村田地区）

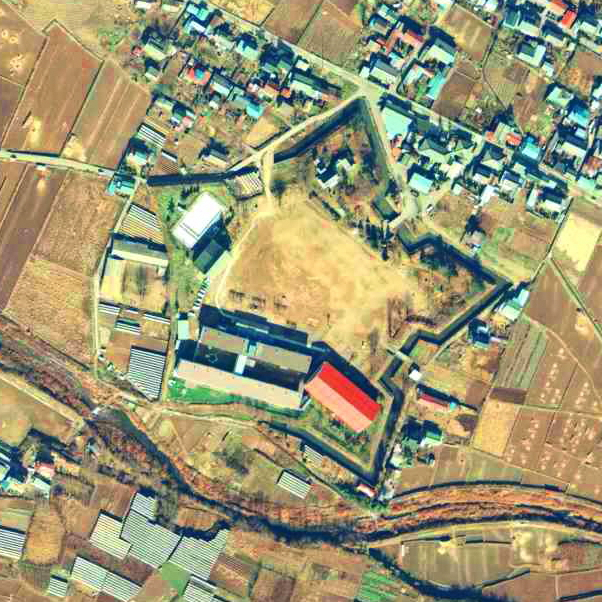
龍岡城。

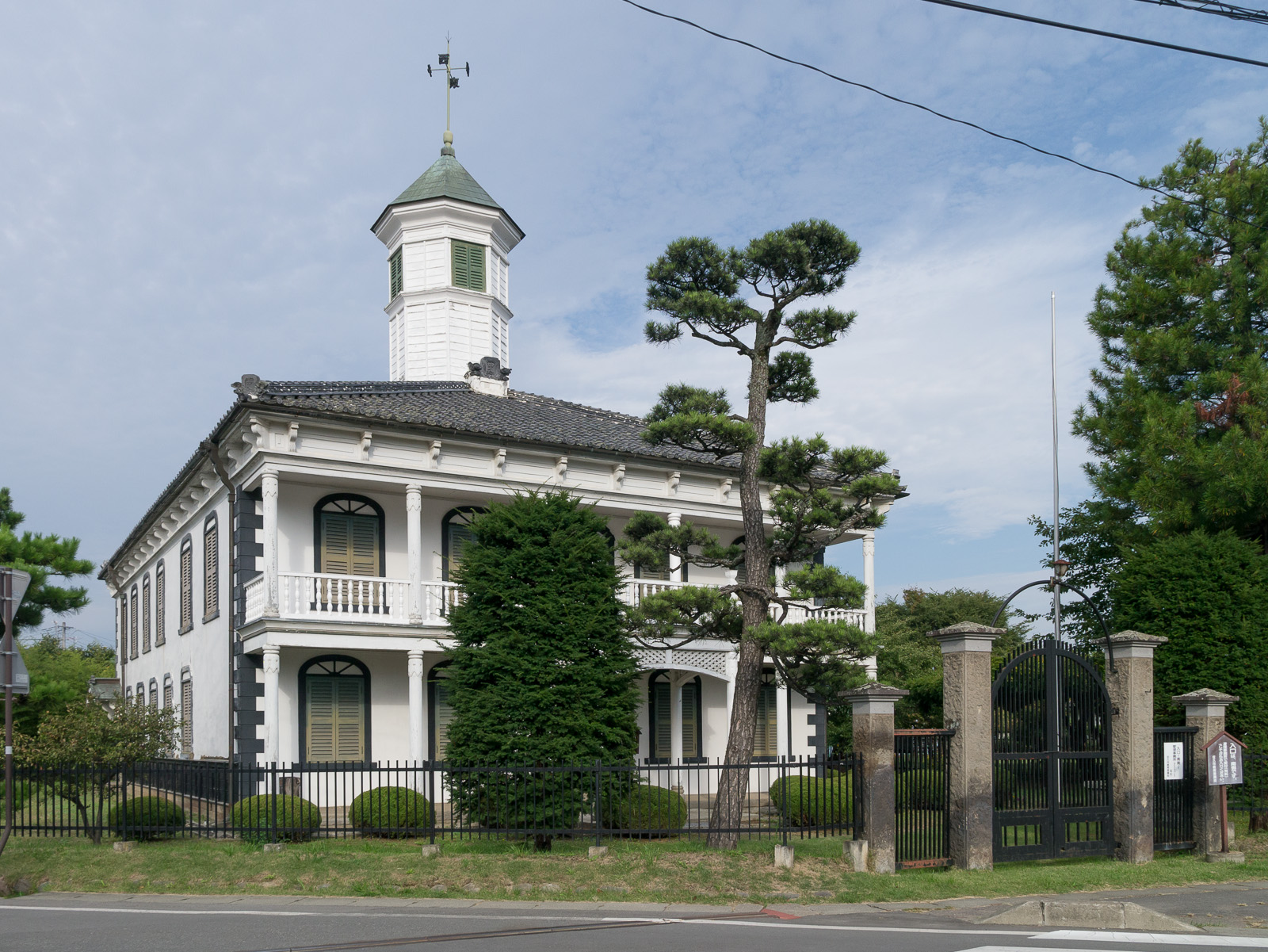
旧中込学校（佐久市）

- 貞祥寺（県宝・三重塔・山門・惣門・前山地区）
- 旧中込学校（重要文化財・中込地区）
- 駒形神社（重要文化財・岩村田地区）
- 新海三社神社（重要文化財・臼田地区）
- 六地蔵幢（重要文化財・臼田地区）
- 龍岡城（国の史跡。函館の五稜郭と並ぶ稜堡式要塞・臼田地区）
- 高良社本殿（重要文化財・浅科地区）
- 中山道望月宿（望月地区）
- 跡部の踊り念仏（重要無形民俗文化財・野沢地区）
- 金台寺の紙本着色一遍上人絵伝巻二（重要文化財・野沢地区）
- 岩尾城 (信濃国)：県指定史跡
- 大井城：県指定史跡

#### 登録有形文化財
- 長野県の登録有形文化財一覧#佐久市を参照。

### 自然
- 妙義荒船佐久高原国定公園
- 八ヶ岳中信高原国定公園

### 美術館、博物館
- 佐久市立近代美術館 - 平山郁夫『仏教伝来』所蔵
- 佐久市立天来記念館 - 書道専門美術館
- 鎌倉彫記念館
- 佐久市立望月歴史民俗資料館
- 五郎兵衛記念館
- 佐久市子ども未来館
- うすだスタードーム
- 佐久市コスモホール

### スポーツ・アウトドア施設
- 佐久スキーガーデンパラダ
- 佐久平クレー射撃場
- 望月馬事公苑
- 佐久平ロッククライミングセンター
- 内山牧場キャンプ場
- 長野県立武道館
- 望月カントリークラブ
- 望月東急ゴルフクラブ
- 春日野カントリー倶楽部
- サニーカントリークラブ

### 温泉
- 春日温泉（望月）
- 布施温泉（望月）
- 望月温泉（望月）
- 穂の香乃湯（浅科）
- 初谷温泉（内山）
- 一萬里温泉（中込、廃業[44]後、ブリーズベイホテルが取得[45]）
- せせらぎ温泉（鳴瀬）
- 旭湯温泉（岩村田）
- のぞみサンピア佐久温泉（根岸）[46]
- 平尾温泉みはらしの湯（下平尾）

### 祭事・催事

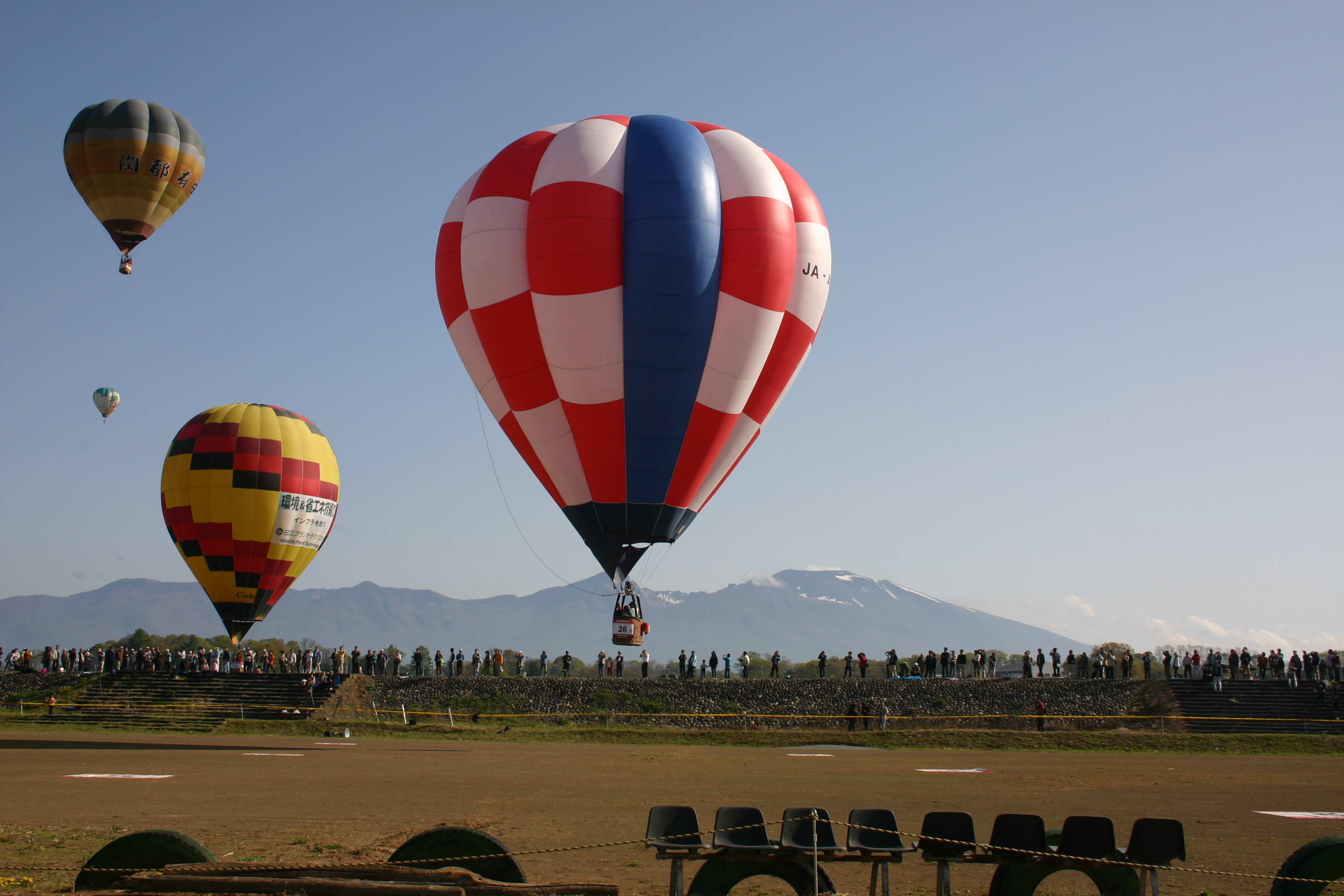
佐久バルーンフェスティバル

- 佐久バルーンフェスティバル
- 跡部の踊り念仏
- 佐久鯉まつり（佐久鯉マラソン）
- 榊祭り
- 千曲川納涼花火大会
- 浅科どんどん祭り・納涼花火大会
- 佐久高原コスモス祭り
- 佐久高原つつじ祭り
- 小満祭
- 岩村田祇園祭お船様祭り[47]
- SAKU BLOOM

### 食
- 鯉こく、煮こじ、鯉のあらい[48]、鮒寿司 (佐久市)、おなっとう - 郷土料理
- 安養寺ラーメン

### スポーツチーム
- TDK千曲川硬式野球部 - TDKの千曲川工場を拠点に活動していた社会人野球の企業チーム。2009年のシーズン前に解散し、秋田県にかほ市のTDK硬式野球部に統合された。

## 方言

### 概要
東条操の方言区分によると、佐久方言は、「東部方言」の中の「東海東山方言」であり、更に「長野県方言」の中の「東信方言」に属する。また東条操は、「佐久地方は西関東の群馬に接していることから関東色が濃厚であるが、千曲川をさかのぼって新潟の影響もある」としている。なお、佐久市内の方言は、地域等による違いもある。一例として「くいしんぼう」の事を市の北部では「イジヤシ」と言うが、南部では「ヤシンボー」と変化する。

### 文法
参考文献：
推量表現などに「…べえ」を、方向を表すのに「…せ」を用いることがあるが、これは県内の他地域には見られない特徴であり、関東方言の影響を物語っている。また副助詞「ばかり」を「べー」と言うことがあるが、これも関東方言的な特徴であり長野県では佐久地域のみの特徴となっている。
このように関東方言との共通点も多く認められるが、推量「ずら」や意志や勧誘の「ず」「ざあ」など長野・山梨・静岡方言的特徴も満たす。以下では代表的な文法表現を示す。
- 断定
  - 「…だ」
- 否定
  - 「…ねえ」
- 推量表現
  - 「…ずら」
  - 「…だらず」
  - 「…べえ」
  - 「…だに」

推量表現には長野・山梨・静岡方言的な「ずら」がよく用いられるが、御代田・軽井沢・群馬県寄りの地域で関東・東北方言的な「べえ」が用いられ、小諸寄りの地域や旧浅科村、旧望月町などでは北信などで用いられる「だらず」が「ずら」と併用されている。
- 意志表現
  - 「…ず」
  - 「…べえ」
- 勧誘表現
  - 「…ざあ」
  - 「…べえ」
  - 「…とー」
- 理由・原因
  - 「…に」
  - 「…から」
    - 中南信から愛知県周辺などでよく使われる「…で」「…もんで」は全く使わないことはないが少なく、それよりも関東方言的な「…から」がよく使われる点は注目される。
- 方向
  - 「…せ」
    - 東北地方や関東地方の「…さ」と結びつくものであり、「…え」や「…い」を用いる県内のほかの地域とは明確な一線を画している。

### 音韻
参考文献：
関東方言との共通点が多い。下に挙げるような特徴からいわゆるべらんめえ口調に聞こえ、長野県の他地域からは「ケンカ口調」と誤解されることが多い。
- 「子音+ユ」の音声が「子音+イ」になる傾向がある。（例：巡査(ジュンサ)→ジンサ）
- 「イ」と「エ」の混同があり、特に語頭において顕著である。語頭の「イ」と「エ」は音韻対立を保ちながら、両者が混同される傾向がある。（例：益虫(エキチュウ)→イキチュウ）
- 「ヒ」と「シ」を徹底的に混同し、多くの場合、「ヒ」を「シ」と発音する形で現れる。このようなことから江戸っ子の口調に近いといった意識を持たれることがある（例：東(ヒガシ)→シガシ、百(ヒャク)→シャク、小諸市にある菱野（ヒシノ）温泉はシシノ　など）
- 連母音の融合が非常に盛んである。（例：大分(だいぶ)→でえぶ、太い(ふとい)→ふてえ、明るい(あかるい)→あかりい）
- 「つまる音」のある接続語を伴った語が非常に多い。（例：オッパシル（走る）、ツッコロブ（転ぶまたはつまずく）、シッピロゲル（広げる））

## 出身著名人
（五十音・A-Z順）
- 赤祖父俊一（地球物理学者）
- 荒川尭（元プロ野球選手）
- ALLaNHiLLZ（井出匠・井出匡、ミュージシャン）
- 有賀豊文（元スピードスケート選手）
- 飯森嘉助（中東研究者、拓殖大学名誉教授）
- 五十嵐隼士（俳優）
- 井出一太郎（政治家、内閣官房長官、郵政大臣、農林大臣）
- 井出源四郎（千葉大学学長、千葉大学医学部長）
- 井出正一（政治家、厚生大臣）
- 井出孫六（作家、直木賞受賞）
- 今井裕介（競輪選手）
- 入船亭扇好（落語家）
- 岩井重人（住友不動産販売社長）
- 岩﨑心南（サッカー選手）
- 上野裕一郎（陸上競技選手）
- 上原作和（国文学者）
- 大森日雅（声優)
- 大鷲透（プロレスラー、大鷲平の息子）
- 大鷲平（元力士、大鷲透の父親）
- 岡部次郎（衆議院議員）
- 加藤貴昭（大学教授、元野球選手）
- 川村吾蔵（彫刻家）
- 北澤育恵（カーリング選手）
- 金久美子（女優）
- 倉島節尚（編集者）
- 神津邦太郎（神津牧場創業者）
- 神津俶祐（鉱物学者）
- 神津藤平（長野電鉄創業者）
- 神津康雄（医学者）
- 小林アナ（お笑い芸人、元新潟テレビ21アナウンサー）
- 崔洋一（映画監督）
- 櫻井寛（フォトジャーナリスト）
- 桜井和市（ドイツ語学者）
- 桜井弥一郎（野球選手）
- 佐藤寅太郎（衆議院議員）
- 清水正己（クリエイティブディレクター・アートディレクター）
- 白井光子（メゾ・ソプラノ歌手）
- 白井悠介（声優）
- 篠原和市（衆議院議員）
- 瀬下清（三菱銀行元会長）
- 瀬下敬忠（俳人）
- 相馬遷子（俳人）
- 高橋信次（宗教家）
- 髙見澤將林（防衛官僚）
- 竹内好（中国文学者、文芸評論家
- 田口計（俳優）
- 田中しょう（漫画家）
- 土屋竜一（シンガーソングライター、作家）
- 角田忠行（国学者、神官）
- 鶴見六百（ゲームクリエイター）
- 中島孤島（小説家、評論家、翻訳家）
- 並木和一（政治家）
- 萩谷楓（陸上競技選手）
- 比田井天来（書道家）
- 藤牧京介（INI）
- 武論尊（漫画原作者）
- 松井康成（陶芸家）
- 丸岡秀子（評論家）
- 御影倫代（タレント）
- moto（起業家、著述家）
- もろさわようこ（女性史研究家）
- 柳沢京子（切り絵作家、旧浅科村）
- 山浦常克（あすなろ書房創業者）
- 山川啓介（作詞家）
- 山室静（評論家、北欧文学翻訳家）
- 油井一二（美術商）
- 由井常彦（経営学者）
- 吉岡忍（作家）
- 吉沢秀和（元プロ野球選手）
- 依田仙右衛門（政治家）
- 若嵐武（元力士）
- 渡辺静（元プロ野球選手）